# Schumanplan

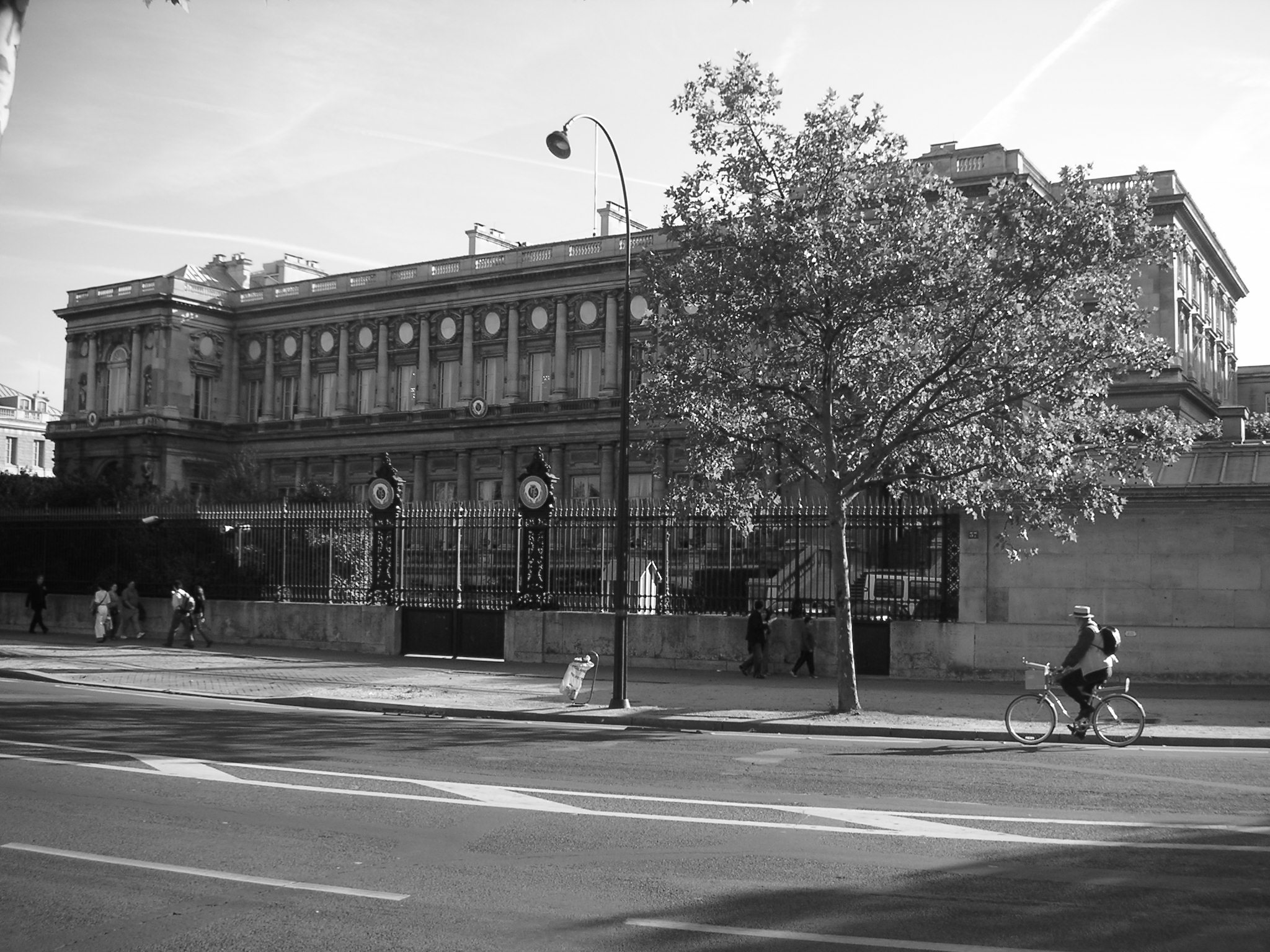
Frans ministerie van buitenlandse zaken, Quai d'Orsay, Parijs. In 1950 gaf Robert Schuman hier een speech en lanceerde het plan om de Europese kolen- en staalproductie onder gemeenschappelijk beheer te brengen

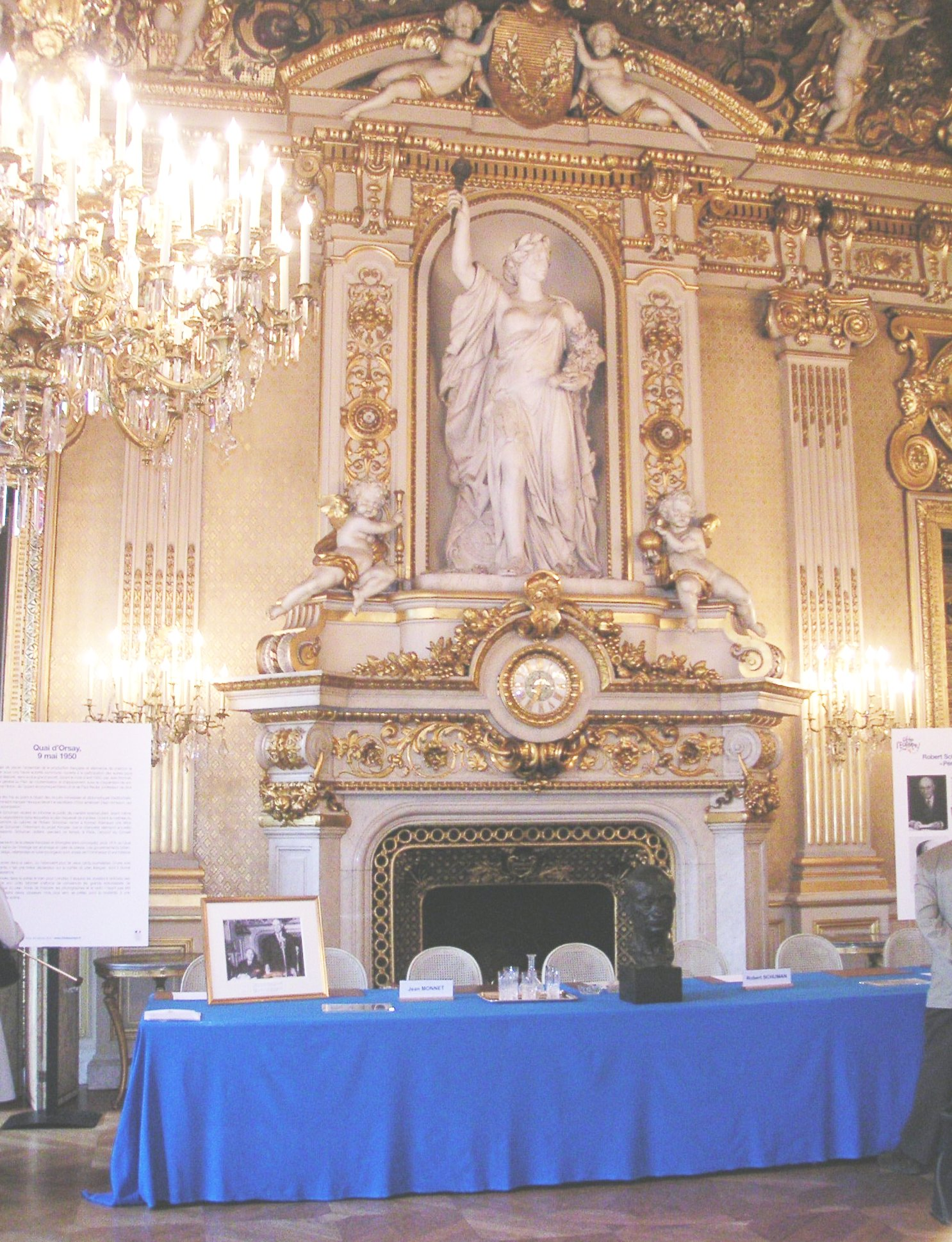
Salon de l'Horloge, waar Schuman op 9 mei zijn plan bekendmaakte

Het Schumanplan, vervat in de Schumanverklaring van 9 mei 1950 en genoemd naar de initiator, de toenmalige minister van buitenlandse zaken en voormalig premier van Frankrijk, Robert Schuman, was de eerste aanzet tot de Europese Gemeenschap voor Kolen en Staal (EGKS), die op 25 juli 1952 met zes landen van start ging (Nederland, België, Luxemburg, de Bondsrepubliek Duitsland, Frankrijk en Italië). Het Schumanplan betekende het begin van de revolutie in de Europese betrekkingen en zou later groeien tot de Europese Unie.
Het plan was gebaseerd op de ideeën van Jean Monnet. In 1944 liet deze zich in een interview met Fortune al uit over het Duitse probleem dat mogelijk opgelost kon worden door de kolen- en ijzermijnen van het Ruhrgebied onder Europees gezag te brengen.
Na afloop van de Tweede Wereldoorlog lag de Franse prioriteit aanvankelijk bij het zwak houden van Duitsland. Het begin van de Koude Oorlog in 1947 maakte het echter onwenselijk om een te zwak Duitsland aan te houden, terwijl het Marshallplan ook uitging van een sterker wordend Duitsland. Tijdens de Zesmogendhedenconferentie werd besloten tot de oprichting van West-Duitsland en de instelling van het internationaal Gezagsorgaan voor de Ruhr. 
Het Schumanplan dat dit moest opvolgen, behandelde West-Duitsland als een gelijkwaardige partner en was een voortzetting van het Monnetplan. Het plan, ook wel de spillover-methodiek (dit is slechts een van de theorieën over het Schumanplan) genoemd, bestond eruit te beginnen met een klein deel van de nationale economieën te integreren, en zo tot sociale, culturele en politieke integratie te komen. Het oorspronkelijke plan hield een voorstel in om de gehele Franse en Duitse kolenindustrie onder gezag te stellen van een gezamenlijke Hoge Autoriteit (H.A.), in een organisatie die ook openstond voor andere Europese landen. Het voorstel werd na weken van onderhandelingen met het Verenigd Koninkrijk, op 3 juni 1950 onderschreven door de regeringsleiders van België, Frankrijk, Luxemburg, Italië, Nederland en de Bondsrepubliek Duitsland.
Het streven was een supranationale organisatie in plaats van een intergouvernementele, zoals daarvoor gebruikelijk.
Intergouvernementalisme berust op drie principes:
1. Besluiten worden genomen door organen die bestaan uit afgevaardigden van de regering.
2. Deelnemende staten worden rechtens niet gebonden aan besluiten, die tegen hun wil zijn genomen.
3. Het is aan de lidstaten of men ook werkelijk overgaat tot implementatie van de besluiten.

Stappen van integratie:
- Eerste stap: integreren van de sector kolen en staal. Eerste poging om tot een verzoening te komen tussen Frankrijk en Duitsland.
- Tweede stap: integreren sector kolen en staal van de andere landen.
- Derde stap: integreren van de andere economische sectoren.
- Vierde stap: integreren van de sociale, culturele en politieke sectoren.